# DASH・チサコ
DASH・チサコ（ダッシュ・チサコ、本名：十文字　知佐子（じゅうもんじ　ちさこ）、1988年8月24日 - ）は、日本の女性プロレスラー。
身長151cm、体重56kg。宮城県仙台市出身。センダイガールズプロレスリング所属。血液型B型。新田小学校　仙台大学附属明成高等学校卒業。
同じくセンダイガールズに所属していた妹の仙台幸子（2015年8月25日に結婚引退を発表、2016年1月17日に引退）と共に「十文字姉妹」と呼ばれている。
デビュー時の名前は金成 知佐子（かなり ちさこ）。

## 所属
- センダイガールズプロレスリング（2006年 - ）

## 経歴・戦歴
2006年
- 7月9日、宮城・仙台サンプラザホールにおいて、対ダイナマイト・関西戦でデビュー。右ハイキックでTKO負け。
- 9月29日、宮城・Zepp Sendaiにおいて、カルロス天野と対戦。ダイビング・ラリアットで敗れる。
- 11月11日、宮城・Zepp Sendaiにおいて、永島千佳世と対戦。ウラカン・ラナを切り返されて敗れる。
- 12月3日、宮城・Zepp Sendaiにおいて、吉田万里子と対戦。クモ絡みでレフェリーストップで敗れる。

2007年
- 9月8日、リングネームをDASH・チサコに改名する。

2011年
- 3月、東日本大震災に伴う一時的な措置としてJWPに特別参戦を開始。

2014年
- 6月8日、JWP板橋大会に昼夜で開催される1dayトーナメントに出場。春山香代子、ラビット美兎、KAZUKIを倒し優勝。
- 7月13日、JWP認定無差別級選手権王者中島安里紗と対戦するが敗れる。
- 8月24日から開催されるSTARDOM 5★STAR GP2014に参戦。

2015年
- 4月11日、みちのくプロレスで活躍中のムーの太陽に入信。師匠里村よりもマスターを尊敬していることを明かし里村の反対を押し切りオーディションに登場。また入信前からバラモン兄弟の大ファンであった。
- 近年はハードコア路線でも活躍している。彼女が場外に出ると専用のＢＧＭが会場内に流れ、リングに戻ると止まる。

2016年
- 4月10日より開幕のプロレスリングWAVEが主催するCatch the WAVE2016にマンダリンオレンジブロックで出場しブロック1位となる。決勝トーナメントの1回戦で同期の水波綾と対戦し敗れはしたが初出場ながらベスト8の大健闘であった。

2017年
- 12月17日、PURE-J女子プロレス後楽園ホールにて中森華子が持つPURE-J認定無差別級王座に挑戦。見事勝利し2代目王者に輝く。キャリアとして初のシングル王座獲得となった。

2019年
- 3月21日DDTプロレスリング後楽園ホール大会において、竹下幸之介&彰人&飯野雄貴組が保持するKO-D6人タッグ王座に挑戦し勝利。（パートナーは里村明衣子&橋本千紘）。 女性初のKO-D6人タッグ王者となる。
- 4月、松本浩代の新タッグチーム「令和アルテマパワーズ」を結成[2]。
- 10月13日、令和アルテマパワーズとしてセンダイガールズワールドタッグチームチャンピオンシップ獲得。

2020年
- 11月29日、後楽園ホール大会で開催された戦場トーナメントにおいて、決勝戦で橋本千紘を下し優勝。

2021年
- 里村が海外進出のため仙女へはスポット参戦となり、里村不在中は団体の指揮を執っている。
- 6月13日、大田区総合体育館にて行なわれたGAEA JAPAN旗揚げ25周年記念興行『GAEAISM』において岩田美香、橋本千紘と組み、GAEA JAPANの至宝であるAAAWシングル王座とAAAWタッグ王座のAAAW王座と、仙女の至宝であるセンダイガールズワールドチャンピオンシップのシングル・タッグの両王座を懸けてMarvelousの桃野美桜、門倉凛、星月芽依と対戦。最後は橋本と桃野の一騎打ちとなり、橋本が桃野を下し、センダイガールズワールド王座を死守するとともにAAAW王座の権利を獲得した。

### 十文字姉妹としての戦歴
- 2007年12月31日 後楽園ホールJWP「第5回ジュニア・オールスター戦」、vs紫雷姉妹（紫雷美央・イオ）戦で勝利。同大会敢闘賞を受賞。
- 2008年12月21日 仙台大会、デビル雅美引退記念1dayタッグトーナメント準優勝。
- 2011年9月24日 アイスリボン横浜大会、インターナショナル・リボンタッグ王座次期王者決定トーナメントで優勝し、同王座獲得。
- 2012年1月9日 「JWPタッグリーグ・ザ・ベスト2012」に参戦。
- 2013年
  - 10月20日 「GODDESSES OF STARDOM2013」に参戦。
  - 12月15日 Leon&Ray組とJWP認定タッグ＆デイリースポーツ女子タッグ新王者決定戦を行い勝利し二冠王者となる。
- 2015年10月11日 初代センダイガールズワールドタッグチームチャンピオンシップ獲得。
- 2016年1月17日 幸子の寿引退によりタッグ解散。

## タイトル歴
センダイガールズプロレスリング
- 第16代センダイガールズワールドシングルチャンピオンシップ
- 初代、第2代、第4代、第5代、第9代、第15代、第17代センダイガールズワールドタッグチームチャンピオンシップ

パートナーは仙台幸子（初代）→KAORU（第2代）→カサンドラ宮城（第4代）→KAORU（第5代）→松本浩代（第9・15・17代）
- 戦場トーナメント 優勝（2020年）

PURE-J女子プロレス
- 第2代PURE-J認定無差別級王座

アイスリボン
- 第20代インターナショナルリボンタッグ王座（パートナーは仙台幸子）

JWP女子プロレス
- 第46代JWP認定タッグ王座（パートナーは仙台幸子）
- 第19代デイリースポーツ認定女子タッグ王座（パートナーは仙台幸子）

DDTプロレスリング
- 第38代KO-D6人タッグ王座（パートナーは里村明衣子&橋本千紘）

## 得意技
ホルモン・スプラッシュ
フィニッシュムーブである開脚屈伸式ダイビング・ボディ・プレス。ハードコアの試合では相手の体の上にパイプ椅子を置いてから、コーナートップから放つ場合が多い。もちろん、この場合は相手にも通常のダイビング技より大きなダメージを与えることができるが、その分自分にもダメージがある。また、滞空時間が非常に長くフォームも美しい。
エクスカリバー
KAORUから受け継いだ変形みちのくドライバーII。
ウラカン・ラナ
低空ドロップキック
プランチャ

## 入場テーマ曲
- 「情熱たましい」（B-DASH）